# 왝 더 독
왝 더 독(영어: Wag the Dog)는 1997년에 개봉한 미국의 정치 풍자 · 블랙 코미디 영화이다.

## 줄거리
미국 대통령이 선거를 2주 앞두고 미성년자와의 부적절한 스캔들에 휘말리자, 수석 스핀닥터 콘래드 브린은 대중의 관심을 돌리기 위해 가상의 알바니아 전쟁을 조작하기로 한다. 할리우드 프로듀서 스탠리 모츠와 함께 전쟁 테마곡, 가짜 영상 등 전쟁을 연출하며, 처음에는 여론이 호전되어 대통령 지지율이 상승한다. 
CIA가 이 계획을 알아차리고 브린에게 진실을 밝히라고 압박하지만, 브린은 오히려 CIA가 이 사실을 폭로하는 것이 불리하다고 설득한다. 그러나 대통령의 경쟁 후보와 결탁한 CIA가 전쟁이 끝났다고 발표하면서 스캔들에 다시 관심이 집중되자, 모츠는 알바니아에 남겨진 영웅을 만들어낸다. 브린과 모츠는 '낡은 신발처럼 버려졌다'는 아이디어를 바탕으로, '슈만'이라는 이름의 특수부대 군인을 찾고 그를 중심으로 포로 이야기를 만들어낸다. 낡은 음반을 제작하고, 백악관 밖에 낡은 신발을 던져두는 등의 치밀한 연출을 통해 '슈만 귀환 운동'을 대대적으로 펼친다.
슈만을 데려오던 중, 그가 정신 이상자인 범죄자임을 알게 되지만, 그 와중에 슈만이 사망하자 모츠는 슈만의 죽음을 영웅적인 작전 중의 전사로 꾸미고, 불법 이민자인 농부에게 시민권을 부여하며 이야기를 완성한다. 대통령의 재선이 확실해지자 모츠는 자신의 공로를 인정받고 싶어 하지만, 브린은 모츠가 자신의 목숨을 위협하는 행동을 하고 있음을 경고한다. 모츠가 협박을 멈추지 않자, 브린은 모츠를 살해하고, 모츠는 심장마비로 죽었다는 뉴스가 보도된다. 대통령은 성공적으로 재선되고, 알바니아 테러 단체가 폭탄 테러를 감행했다는 뉴스가 나오면서 가짜 전쟁이 현실이 될 수도 있음을 암시하며 영화는 끝난다.

## KBS 성우진 (2003년 4월 20일)
- 양지운 - 콘래드 브린(로버트 드 니로)
- 배한성 - 스탠리 모츠(더스틴 호프만)
- 서혜정 - 위니 프레드(앤 헤이시)
- 김정호 - 스클랜스키(잭 쉐러)
- 황원 - 쟈니 딘(윌리 넬슨)
- 나수란 - 리즈(앤드리아 마틴)
- 이호인 - 에디(제이슨 코틀)
- 홍승섭 - 패드 킹(데니스 리어리)
- 정옥주 - 그레이스(수지 플랙슨)
- 김수중 - 존 레비(존 마이클 히긴스)
- 배정미 - 에이미(수잔 크라이어)
- 성완경 - 제임스 / 감독(데이비드 코에너)
- 김지혜 - 샤론(제나 번)
- 이원준 - 밥 리차드슨(숀 마스터슨)
- 양석정 - 남자앵커 / 성우

## 같이 보기
- 아스트로터핑